# Польська міська бібліотека імені Владислава Реймонта
Польська міська бібліотека імені Владислава Реймонта — бібліотека в місті Бердичів, розташована за адресою вулиця Європейська, 15.
Бібліотека відкрита в будинку по Європейській, 25 під час проведення в місті Днів польської культури 15 травня 2005 року.
Бібліотеці надано ім'я польського письменника Владислава Реймонта, лауреата Нобелівської премії, на честь чого на стіні встановлено пам'ятну дошку. Напис на польській мові:

«Польська міська бібліотека ім. Владислава Реймонта. Бердичів 2005».

Згодом, у зв'язку з передачею будівлі релігійній громаді, бібліотеку перенесли до приміщення міської дитячої бібліотеки по вул. Європейській, 15. Дошку демонтували.

## Джерела

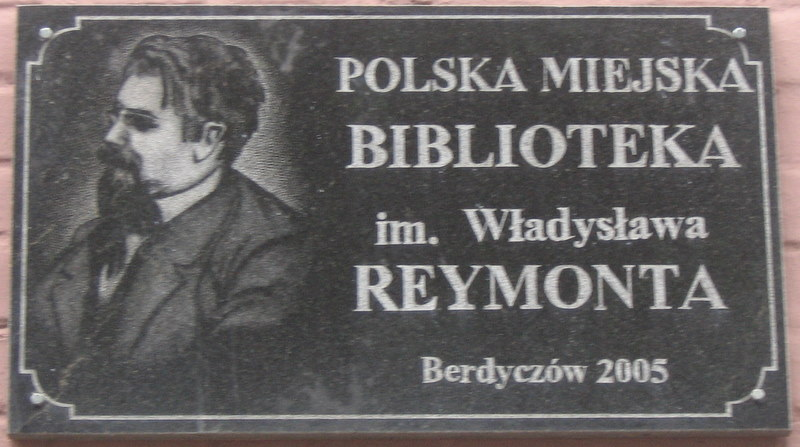
Пам'ятна дошка